# Type 81
Il Type 81 (in cinese: 81式自动步枪; letteralmente "Fucile automatico di Tipo 81") è un fucile d'assalto prodotto dall'azienda cinese Norinco a partire dal 1983.

## Contesto e storia
L'arma, munita di proiettili 7,62 × 39 mm di seconda generazione, è basata progettualmente e concettualmente sul AK-47 ed è entrata in servizio per la prima volta come dotazione standard dall'esercito cinese dalla metà degli anni '80.
Il primo tentativo dell'esercito cinese di sostituire i loro vecchi fucili d'assalto SKS e Type 56 (un AK-47 prodotto su licenza cinese) è stato il fucile d'assalto Type 63. Quest'arma, tuttavia, si è rivelato un fallimento a causa di una serie di problemi che hanno portato al ritorno dell'arma. L'inizio del conflitto sino-vietnamita negli anni 70 ha mostrato che gli SKS e Type 56 non erano così efficaci come previsto, così facendo è stato ripreso il programma di sviluppo di nuove armi leggere d'assalto.
Il Type 81 ha gradualmente sostituito l'SKS, il Type 56 e l'RPD. Il suo primo utilizzo in combattimento è avvenuto nel 1984 durante l'ultima parte del conflitto sino-vietnamita. L'esercito cinese ha in seguito sostituito la maggior parte dei suoi Type 81 con i Type 95 o Type 03, sebbene sia ancora in servizio nelle riserve e nella polizia.
Una versione modificata viene utilizzata dall'esercito del Bangladesh con la denominazione BD-08.